# 惣社 (市原市)
惣社（そうじゃ）は、千葉県市原市の五井地区にある大字及び町名。現行行政地名は惣社一丁目から惣社六丁目と大字惣社。郵便番号は290-0023。

## 概要
市原市北西部の五井地区に位置する。
全域が国分寺台土地区画整理事業の実施区域に該当し、国分寺台地区に含まれることもある。これにより、一部は換地処分に伴う地番変更と住居表示の実施がなされている。その際、村上、加茂、根田の各一部を編入し、一部区域を国分寺台中央、西国分寺台、根田、西広に分離している。なお、惣社六丁目については、惣社五丁目8番の雷電池とその周囲に当たる。
北は根田、東は東国分寺台と国分寺台中央、南は南国分寺台と諏訪、西は村上と接する。

## 歴史

### 地名の由来
平安時代に各地の国衙付近に惣社が設けられ、そのうちの上総国14惣社が存在したことに由来する。現在は、戸隠神社が惣社を名乗っているが、本来存在した位置から台地上に移ったと伝承されている。元々、旧来の惣社の集落自体が同神社より南部の字十二所付近にあり、惣社も本来その付近に存在した可能性がある。

### 年表
- 1956年（昭和31年） 3月25日 - 市原村の一部（旧根田村、加茂村、惣社村、西広村）から五井町へ編入[11]。
- 1963年（昭和38年）5月1日 - 市制を施行して市原市が発足し五井町消滅[11]。
- 1971年（昭和46年） - 国分寺台土地区画整理事業が始まる[11]。
- 1972年（昭和47年） - 市原市役所が惣社（現国分寺台中央）に移転[11]。
- 1998年（平成10年）5月1日 - 換地処分実施[11]。

## 世帯数と人口
2023年（令和5年）4月1日現在の世帯数と人口は以下の通りである。
| 大字・町名 | 世帯数    | 人口    | 人口  | 人口   | 人口     | 人口     | 人口  | 人口   | 世帯人員 |
| 大字・町名 | 世帯数    | 総数    | 若年  | 若年   | 生産年齢 | 生産年齢 | 老年  | 老年   | 世帯人員 |
| ---------- | --------- | ------- | ----- | ------ | -------- | -------- | ----- | ------ | -------- |
| 惣社       | 324世帯   | 595人   | 46人  | 7.73%  | 338人    | 56.81%   | 211人 | 35.46% | 1.84人   |
| 惣社一丁目 | 239世帯   | 508人   | 61人  | 12.01% | 304人    | 59.84%   | 143人 | 28.15% | 2.13人   |
| 惣社二丁目 | 166世帯   | 347人   | 43人  | 12.39% | 232人    | 66.86%   | 72人  | 20.75% | 2.09人   |
| 惣社三丁目 | 254世帯   | 500人   | 36人  | 7.20%  | 338人    | 67.60%   | 126人 | 25.20% | 1.97人   |
| 惣社四丁目 | 172世帯   | 395人   | 46人  | 11.65% | 256人    | 64.81%   | 93人  | 23.54% | 2.30人   |
| 惣社五丁目 | 258世帯   | 630人   | 54人  | 8.57%  | 381人    | 60.48%   | 195人 | 30.95% | 2.44人   |
| 惣社六丁目 | 0世帯     | 0人     | 0人   | 0%     | 0人      | 0%       | 0人   | 0%     | 0人      |
| 合計       | 1,413世帯 | 2,975人 | 286人 | 10.40% | 1,849人  | 62.16%   | 840人 | 28.24% | 2.11人   |

## 通学区域
市立小学校・市立中学校と県立高等学校の通学区域は以下の通りである。
| 大字・町名 | 番地・街区 | 小学校                   | 中学校                   | 高等学校 |
| ---------- | ---------- | ------------------------ | ------------------------ | -------- |
| 惣社       | 一部       | 市原市立国府小学校       | 市原市立五井中学校       | 第9学区  |
| 惣社       | 一部       | 市原市立国分寺台小学校   | 市原市立国分寺台中学校   | 第9学区  |
| 惣社一丁目 | 全域       | 市原市立国分寺台小学校   | 市原市立国分寺台中学校   | 第9学区  |
| 惣社二丁目 | 一部       | 市原市立国分寺台小学校   | 市原市立国分寺台中学校   | 第9学区  |
| 惣社二丁目 | 一部       | 市原市立国分寺台西小学校 | 市原市立国分寺台西中学校 | 第9学区  |
| 惣社三丁目 | 一部       | 市原市立国分寺台西小学校 | 市原市立国分寺台西中学校 | 第9学区  |
| 惣社三丁目 | 一部       | 市原市立国分寺台小学校   | 市原市立国分寺台中学校   | 第9学区  |
| 惣社四丁目 | 全域       | 市原市立国分寺台小学校   | 市原市立国分寺台中学校   | 第9学区  |
| 惣社五丁目 | 全域       | 市原市立国分寺台小学校   | 市原市立国分寺台中学校   | 第9学区  |

## 施設

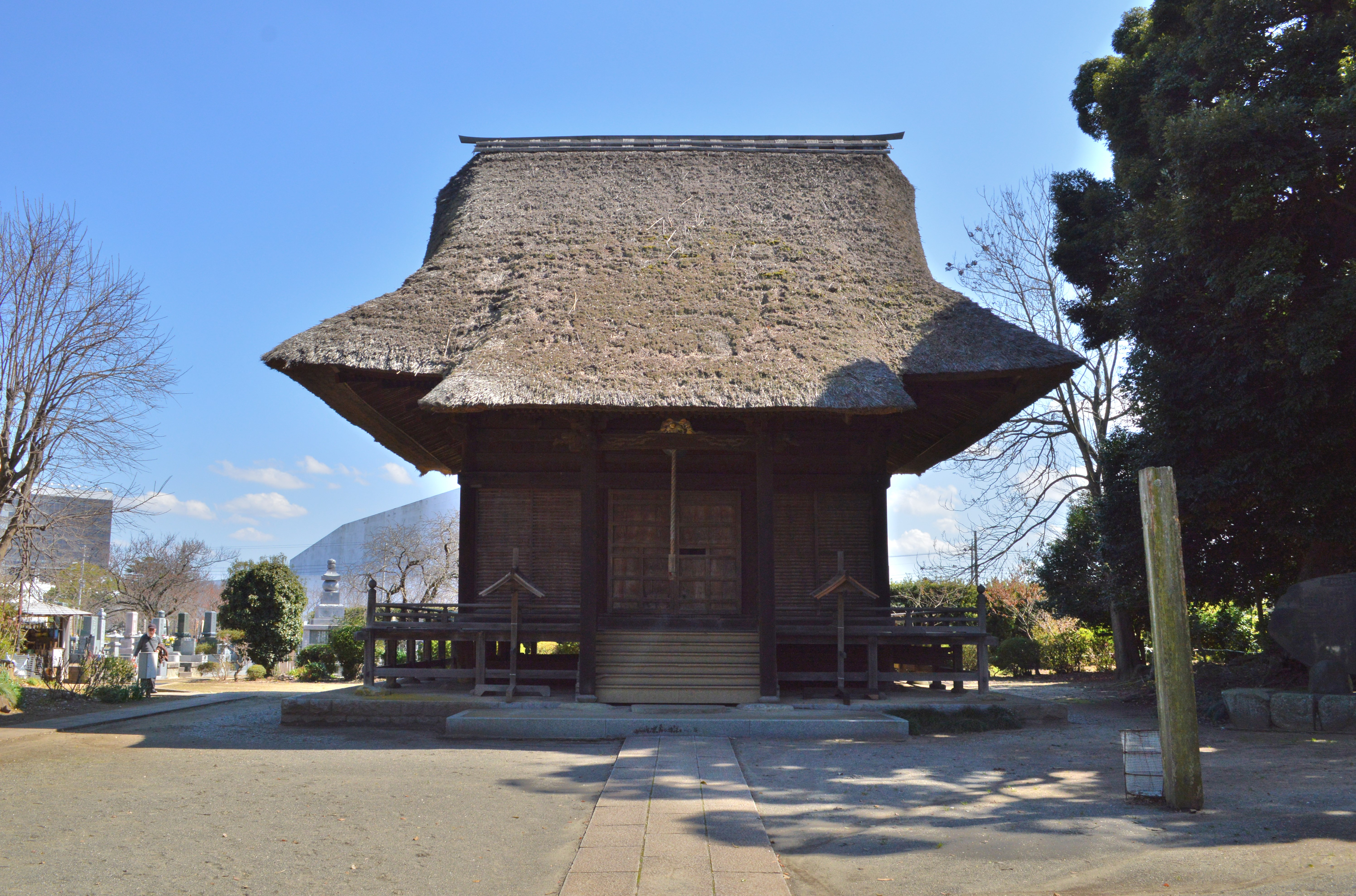
薬師堂

- 市原市市民会館
- 市原市立惣社幼稚園
- 上総国分寺
- 戸隠神社 (市原市)

## 交通

### 鉄道
鉄道駅はないが、最寄りは五井駅または上総村上駅

### 道路
- 市道1号線（市役所通り）[12]